# Urs Lüzi
Urs Lüzi (5 de julio de 1957) es un expiloto francés que disputó en Campeonato del Mundo de Motociclismo entre 1986 y 1989.

## Biografía
Urs comienza su carrera internacional en el Campeonato Europeo de Motociclismo en 1985 en la que conseguirá una victoria en Portugal en la categoría 250 cc con Yamaha, cerrando su temporada en la quinta posición. Continúa su experiencia europea en 1986 y mejoraría su clasificación al acabar tercero en la general con un tercera posición en Donington como mejor clasificación. Sería ese año en el que debutaría en el Mundial en el manillar de una Yamaha del equipo Wintershall Racing. Tuvo algunos problemas al inicio de la temporada pero logrará acabar en Holanda y San Marino. Integrado en el equipo La Parisina - ELF con Jacques Cornu como compañero, Urs mejoraría sus prestaciones en 1987 con un sexto lugar en el Gran Premio de Checoslovaquia para terminar la temporada en la vigésima posición de la clasificación final. Todavía dentro de la misma estructura en 1988 solo pudo puntuar en el Gran Premio de Portugal y finalmente se clasificará en posición 43 del Mundial de 250cc.

## Resultados de carrera

### Campeonato del Mundo de Motociclismo

#### Carreras por año
Sistema de puntos desde 1969 a 1987:
| Posición | 1.º | 2.º | 3.º | 4.º | 5.º | 6.º | 7.º | 8.º | 9.º | 10.º |
| Pts.     | 15  | 12  | 10  | 8   | 6   | 5   | 4   | 3   | 2   | 1    |

Sistema de puntos desde 1988 a 1992:
| Posición | 1.º | 2.º | 3.º | 4.º | 5.º | 6.º | 7.º | 8.º | 9.º | 10.º | 11.º | 12.º | 13.º | 14.º | 15.º |
| Pts.     | 20  | 17  | 15  | 13  | 11  | 10  | 9   | 8   | 7   | 6    | 5    | 4    | 3    | 2    | 1    |

(Carreras en negrita indica pole position, carreras en cursiva indica vuelta rápida)
| Año  | Clase | Equipo | Moto    | 1       | 2       | 3       | 4       | 5       | 6       | 7      | 8       | 9      | 10      | 11      | 12      | 13     | 14      | Pts. | Pos. |
| ---- | ----- | ------ | ------- | ------- | ------- | ------- | ------- | ------- | ------- | ------ | ------- | ------ | ------- | ------- | ------- | ------ | ------- | ---- | ---- |
| 1986 | 250cc | Yamaha | ESP Ret | NAT DNQ | GER DNQ | AUT DNQ | YUG DNQ | NED 20  | BEL -   | FRA -  | GBR -   | SWE -  | RSM 19  |         |         |        |         | 0    | -    |
| 1987 | 250cc | Honda  | JPN -   | ESP -   | GER DNQ | NAT 24  | AUT 29  | YUG 21  | NED 23  | FRA 13 | GBR DNQ | SWE 17 | CZE 6   | RSM 14  | POR Ret | BRA 11 | ARG Ret | 5    | 20.º |
| 1988 | 250cc | Honda  | JPN 20  | USA Ret | ESP Ret | EXP 13  | NAT 21  | GER Ret | AUT Ret | NED 18 | BEL Ret | YUG 20 | FRA Ret | GBR DNQ | SWE 16  | CZE 22 | BRA 16  | 3    | 43.º |